# Медресе Субханкули-хана
Медресе Субханкули-хана — развалины здания медресе в Балхе (Южный Туркестан; Афганистан), воздвигнутое во второй половине XVII века при узбекском правителе Абдулазиз-хане на средства его брата и преемника — Субханкули-хана. Расположены в центре города.
Это одно из двух известных медресе построенных Субханкули-ханом в двух центральных городах Бухарского ханства: в Бухаре (медресе Дор уш-Шифо) и в Балхе. А также, он имел в Балхе свою личную ханскую библиотек где работало целый штат переписчиков. 
Основатель медресе — Субханкули-хан правил в Балхском ханстве в начале второй половины XVII века и в Бухарском ханстве — после отречения от престола Абдулазиз-хана. Субханкули-хан является автором нескольких произведений по медицине и астрологии. Он имел познания в медицине и сам занимался врачеванием. А также, он увлекался поэзией и писал стихи под псевдонимом Нишони.
Медресе Субханкули-хана построено напротив Зелёной мечети, то есть мавзолея Ходжа Абу Наср Парса и составляет с ним, таким образом, среднеазиатскую архитектурную парную систему кош.
Известно, что медресе Субханкули-хана были переданы в вакуф, помимо торговых лавок, бань, маслобойных, бакалейных и табачных мастерских, такие крупные балхские селения, как Саидабад, Рахматабад, Джугирабад и общинные земли. По подсчётам А. Д. Давыдова, тщательно изучившего учреждённую в пользу медресе Субханкули-хана вакуфную грамоту (хранится в Узбекистане), земельное владение его составило примерно 1200 га. Общеизвестно, что владельцы вакуфных земель эксплуатировали их путём сдачи в аренду и руками издольщиков.